# Parti de la réforme (Sénégal)
Pour les articles homonymes, voir Parti de la réforme.
Le Parti de la réforme (PR) est un parti politique sénégalais, dirigé par Abdourahim Agne, administrateur de sociétés.

## Histoire
Le PR a été officiellement créé le 22 octobre 2001.

## Orientation
Son objectif déclaré est de « conquérir démocratiquement le pouvoir en vue de mettre en pratique les valeurs du socialisme démocratique pour réaliser dans les meilleures conditions, le bien être des Sénégalais ».

## Symboles
Ses couleurs sont le gris anthracite et le jaune. Son emblème est une main tendue et ouverte.

## Organisation
Son siège se trouve à Dakar.